# 岩手県道242号水海大渡線
岩手県道242号水海大渡線（いわてけんどう242ごう みずうみおおわたりせん）は、岩手県釜石市を通る一般県道である。

## 概要
急勾配かつ幅員狭小・急カーブ箇所が多い。特に途中の鳥ヶ沢トンネルはすれ違いができず、先入車優先である。
三陸鉄道リアス線（旧JR山田線）が並行し、2018年には三陸沿岸道路が並行して開通している。

### 路線データ
- 起点：釜石市両石町字水海（国道45号交点）
- 終点：釜石市大渡町二丁目（岩手県道4号釜石港線交点）

## 地理

### 通過する自治体
- 釜石市

### 交差する道路
- 国道45号（起点）
- E45 三陸沿岸道路（釜石山田道路） 釜石両石IC（釜石市両石町第4地割）
- 岩手県道4号釜石港線（終点）